# Harry Henriksson
Harry Mikael Bertil Henriksson, född 26 juni 1907 i Åbo i Finland, död 29 november 1981 i Helsingfors, var en finländsk bildkonstnär. Han studerade vid Åbo ritskola i Åbo 1924–1927 och vid Kungliga Akademien för de fria konsterna i Stockholm 1933–1935. Han var lärare vid Åbo ritskola 1933–1964 och rektor vid samma skola 1964–1969. Han var en av grundarna av Åbo konstgrafikers förbund den 17 mars 1933.
Han är känd framför allt som grafiker och uppmärksammades särskilt för sina arbeten med torrnålsteknik.
Harry Henriksson debuterade i Åbo 1926. Förutom i Finland, har han ställt ut ett varierande antal omgångar i bland andra Tjeckoslovakien, Sovjetunionen, Lettland, Tyskland, Danmark, Ungern, Österrike, Storbritannien, Sverige, Norge, Schweiz, Frankrike, Spanien, Kina och Japan.

## Priser och utmärkelser i urval
- Pro Finlandia-medaljen, 1965
- Statens pris för bildkonst, 1980